# معجزة لانشانو الإفخارستية

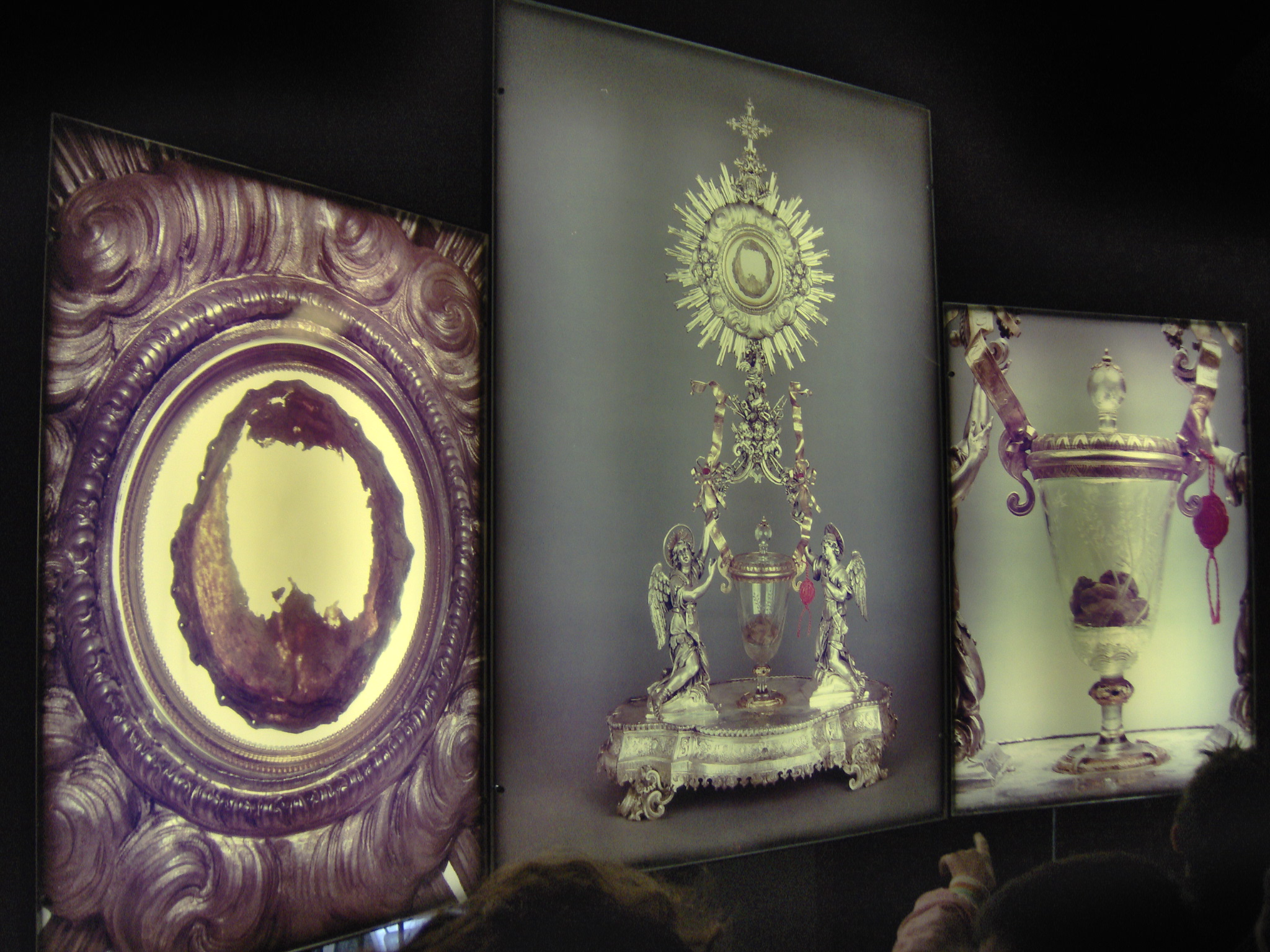
لقطات للأجزاء (اليسار واليمين) من وعاء الذخائر المقدسة (الوسط) المعروضة على اللوحات ذات الإضاءة الخلفية

معجزة لانشانو (او لانشيانو, او لانسيانو) هي معجزة إفخارستية حدثت في القرن الثامن في مدينة لانسيانو الإيطالية، وبحسب التقليد، فإن الراهب الذي كان يشككّ في حضور جسد المسيح الحقيقي في القربان المقدس، وجد عندما كان يحتفل بالذبيحة الإلهية، أن الخبز والخمر تحولا إلى لحم ودم حقيقيين. تعترف الكنيسة الكاثوليكية رسميًا بهذه المعجزة.
الحادثة تشبه التقليد المعروف بقداس القديس غريغوريوس، والذي سجله بولس الشماس لأول مرة في القرن الثامن.
تٌعتبر معجزة لانسيانو، إلى جانب معجزة سانتاريم الإفخارستية (في البرتغال)، من أهم المعجزات.